# Pistacia mexicana
Pistacia mexicana là một loài thực vật thuộc họ Anacardiaceae. Loài này có ở Guatemala và México. Chúng hiện đang bị đe dọa vì mất môi trường sống.